# Pałac w Potoku Złotym
Pałac w Potoku Złotym – wybudowany w 1840 r. w Potoku Złotym.

## Opis

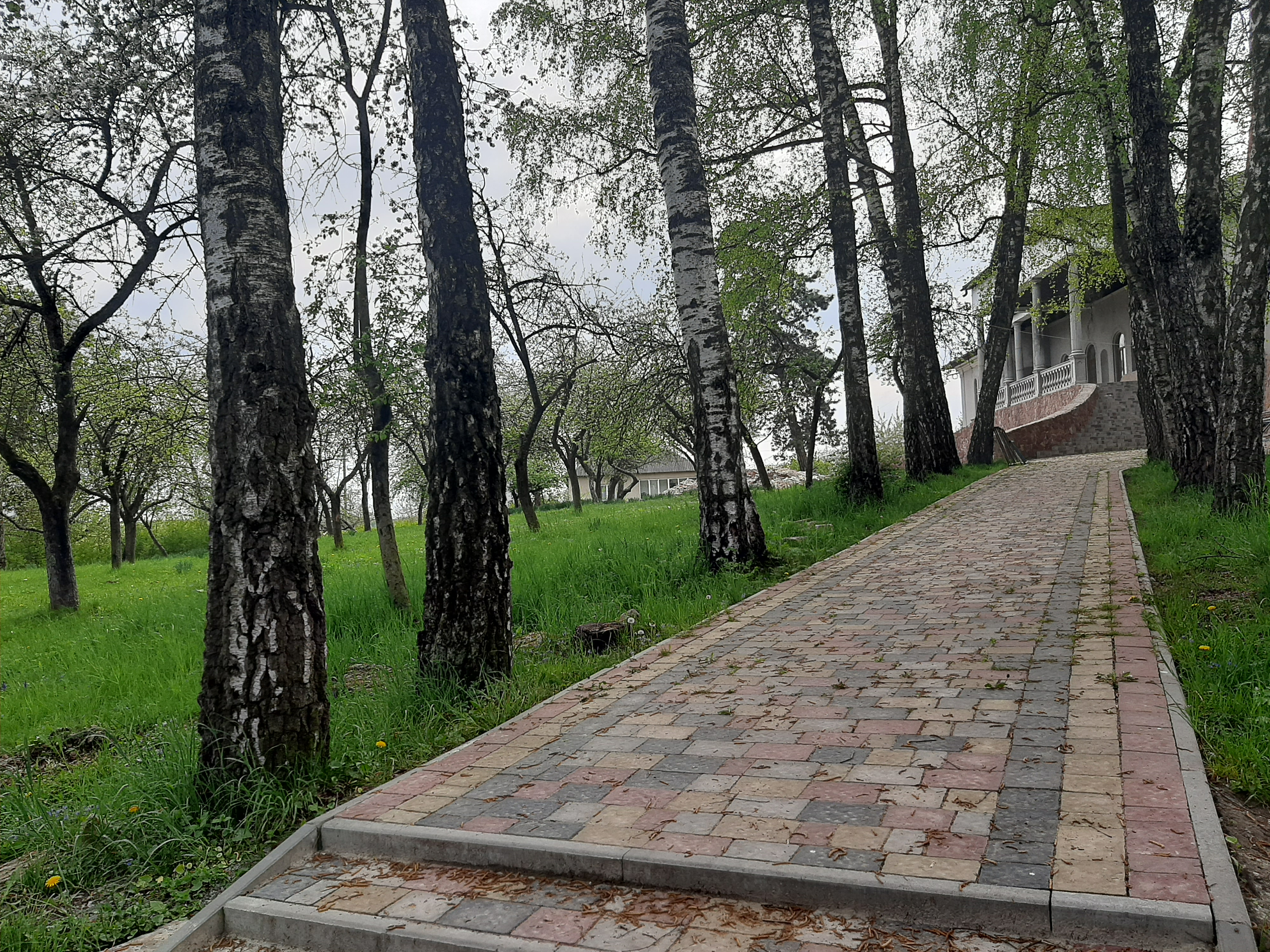
Pałac współcześnie

Pałac znajduje się 200 m na zachód od zamku w Potoku Złotym. Obiekt wybudowany przez Olszewskiego. W trakcie budowy z zamku powyrywane zostały kamienne detale: obramowania okien i drzwi, ciosowe balustrady oraz kominki, których użyto przy wznoszeniu pałacu. Budowa pałacu doprowadziła Olszewskich do ruiny w związku z czym obiekt kupił Jan Stojowski, a następnie przeszedł w ręce rodziny chasydzkich cadyków Friedmanów z Sadogóry. Od 1875 r. własność Włodzimierza Hipolita Gniewosza herbu Rawicz. Jego rodzina: syn Aleksander, a potem jego dwóch małoletnich wnuków mieszkali w obiekcie do 1939 r. Pałac piętrowy, wybudowany na planie dłuższego prostokąta, na wysokim fundamencie, był zwieńczony dachem czterospadowym. Wokół pałacu duży park z alejami. Całość przetrwała do dziś.